# Manon Flier
Manon Flier est une joueuse néerlandaise de volley-ball née le 8 février 1984 à Nieuwleusen (Overijssel). Elle mesure 1,92 m et joue au poste d'attaquante. Elle totalise 430 sélections en équipe des Pays-Bas. Elle est mariée au joueur de beach-volley néerlandais Reinder Nummerdor.

## Clubs
| Club                      | De        | À         |
| ------------------------- | --------- | --------- |
| Volco Ommen               | 1999-2000 | 2000-2001 |
| Pollux Oldenzaal          | 2001-2002 | 2001-2002 |
| VC Weert                  | 2002-2003 | 2003-2004 |
| Asystel Novara            | 2004-2005 | 2004-2005 |
| Martinus Amstelveen       | 2005-2006 | 2007-2008 |
| Giannino Pieralisi Volley | 2008-2009 | 2008-2009 |
| Asystel Novara            | 2009-2010 | 2009-2010 |
| Robursport Volley Pesaro  | 2010-2011 | 2010-2011 |
| Toray Arrows              | 2011-2012 | 2011-2012 |
| Azerrail Bakou            | 2012-2013 | 2012-2013 |
| İqtisadçı VK              | 2013-2014 | 2013-2014 |
| Fujian Volleyball         | 2014-2015 | 2014-2015 |

## Palmarès

### Équipe nationale
- Grand Prix Mondial[2]
  - Vainqueur : 2007.
- Championnat d'Europe[2]
  - Finaliste : 2009, 2015.

### Clubs
- Championnat des Pays-Bas[2]
  - Vainqueur : 2002, 2006, 2007, 2008
- Coupe des Pays-Bas[2]
  - Vainqueur : 2006, 2007, 2008.
- Supercoupe des Pays-Bas
  - Vainqueur : 2006, 2007.
- Challenge Cup[2]
  - Vainqueur : 2009.
- Ligue des champions[2]
  - Finaliste : 2005.
- Supercoupe d'Italie
  - Vainqueur : 2010.
- Coupe de l'impératrice
  - Vainqueur : 2011.
- Championnat du Japon
  - Vainqueur : 2012.

### Distinctions individuelles
- Championnat du monde de volley-ball féminin des moins de 20 ans 2003: Meilleure marqueuse et meilleure serveuse.
- Grand Prix Mondial de volley-ball 2007: MVP[3].
- Championnat d'Europe de volley-ball féminin 2009: MVP.
- Grand Prix Mondial de volley-ball 2009: Meilleure marqueuse et meilleure serveuse.
- Ligue des champions de volley-ball féminin 2010-2011: Meilleure attaquante[4].